# پکی بونر
پکی بونر (انگلیسی: Packie Bonner؛ زادهٔ ۲۴ مهٔ ۱۹۶۰) بازیکن فوتبال اهل جمهوری ایرلند بود.
از باشگاه‌هایی که در آن بازی کرده‌است می‌توان به باشگاه فوتبال کیلمارنوک، باشگاه فوتبال لستر سیتی، باشگاه فوتبال ردینگ، و باشگاه فوتبال سلتیک اشاره کرد.
وی همچنین در تیم ملی فوتبال جمهوری ایرلند بازی کرده‌است.